# Hannaford
Hannaford – miasto w Stanach Zjednoczonych, w stanie Dakota Północna, w hrabstwie Griggs.